# Elena da Feltre
Elena da Feltre es una ópera en tres actos del compositor italiano Saverio Mercadante, con libreto en italiano de Salvatore Cammarano. Fue estrenada en el Teatro San Carlo de Nápoles el 1 de enero de 1839..

## Historia
Antes de "Elena da Feltre", Mercadante llevaba sin estrenar una ópera en Nápoles desde la "Zaira" de 1831. Durante esos 8 años, Donizetti había dominado los escenarios de la ciudad, hasta que, tras la prohibición por parte de la censura del estreno de Poliuto lo empujó a abandonar la ciudad y trasladarse a París. "Elena da Feltre" supone además la primera colaboración de Mercadante con Salvatore Cammarano, libretista oficial del Teatro San Carlo, habitual colaborador de Donizetti y con el que trabajará en numerosas ocasiones en los años siguientes.
Durante su estancia parisina en 1835-1836, Mercadante había entrado en contacto con nuevas estéticas dramáticas, gracias tanto a las obras teatrales de Victor Hugo como a las óperas de Meyerbeer o Halévy, y, a su regreso a Italia, las incorporará en sus nuevas obras. El compositor definirá este periodo como “revolución”, caracterizado por la concisión de las formas, la supresión de repeticiones, caballetas y largos solos en las piezas de conjunto que detienen la acción y una orquestación cuidada pero sin tapar las voces. En este caso, incorpora elementos extraños a la ópera italiana, al dar el protagonismo al barítono y convertir al tenor en uno de los antagonistas de la acción.
La ópera se estrenó con poco éxito el 1 de enero de 1839, no siendo repuesta en Nápoles, en parte por la ausencia del compositor y en parte por la enfermedad del tenor Nourrit, que se suicidaría poco después y posiblemente también por problemas con la censura Por el contrario, alcanzó gran éxito en Milán cuando se estrena en La Scala, teniendo allí 20 funciones. Ya en el mismo 1839 la ópera tuvo una notable distribución por los teatros del norte de Italia, como Genova, Padua o Bolonia, estrenándose en Florencia en 1840, Parma en 1841 o Venecia en 1842. Fuera de Italia, la ópera llega a Lisboa, Barcelona, Viena y Malta en 1840, Londres en 1842 o Ámsterdam en 1845, antes de desaparecer del repertorio pasados 20 años del estreno.
La ópera fue recuperada en el festival de Wexford en 1997 y en la ciudad italiana de Lugo en 1999.

## Personajes
| Personaje | Voz      | Elenco del estreno Director de orquesta: Nicola Festa |
| --- | -------- | ----------------------------------------------------- |
| Boemondo (lugarteniente de Eccelino III)                                                                     | tenor    | Anafesto Rossi                                        |
| Imberga (su hija)                                                                                            | soprano  | Emilia Gandaglia                                      |
| Elena (viuda)                                                                                                | soprano  | Giuseppina Ronzi De Begnis                            |
| Sigifredo (su padre)                                                                                         | bajo     | Pietro Gianni                                         |
| Guido | barítono | Paul Barroilhet                                       |
| Ubaldo | tenor    | Adolphe Nourrit                                       |
| Gualtiero | bajo     | Michele Benedetti                                     |
| Damas y caballeros de la corte de Boemondo, familiares y amigos de Ubaldo, escuderos y guardias de Boemondo. |          |                                                       |

## Argumento
La acción tiene lugar en Feltre en 1250.
Antecedentes
La ciudad güelfa de Feltre ha sido conquistada por las tropas de gibelino Ezzelino III da Romano.
Acto I
Gabinete en los apartamentos de Ubaldo
Los cortesanos observan la tristeza de Ubaldo. Llega entonces su amigo Guido, quien quiere contarle el problema al que se enfrenta: su enemigo, Boemondo, quiere casarlo con su hija para así otorgarle el perdón, pero él ama a otra mujer, Elena degli Uberti. Ubaldo se sobresalta al escuchar el nombre de la amada, y trata de convencer a su amigo de que acceda a la propuesta de Boemondo, pero Guido se niega a abandonar a su amada. Una vez Guido se va, Ubaldo planea contarle a Boemondo lo que acaba de saber, ya que él también ama a Elena y no puede verla en brazos de su amigo.
Sala en el palacio de Sigifredo
Ezzelino ha partido a la conquista de Belluno, por lo que Elena quiere aprovechar su ausencia para casarse con su amado Guido al día siguiente (aria: Voti che amor formò). Gualtiero introduce entonces a Sigifredo, proscrito, quien, tras la caída de Belluno, prefiere volver a su ciudad y morir al lado de su hija. Cuando Sigifredo se oculta, aparece Ubaldo, con la intención de raptar a Elena para casarse con ella, algo a lo que ella se opone. Sigifredo sale para defender a su hija, sorprendiendo al furioso Ubaldo, que se enfrenta a él espada en mano. Llegan entonces sus soldados, que al ver al fugitivo Sigifredo, lo detienen de inmediato, pese a las súplicas de Elena.
Acto II
Sala del palacio municipal
Ubaldo y Boemondo traman la forma de conseguir sus objetivos. Ubaldo le dice a Elena que es necesario que Guido se case con Imberga, y para que lo haga, es necesario que primero Elena se case con otra persona, con el propio Ubaldo, que la ama hasta el punto de haber traicionado a su amigo. Cuando Elena se niega, Ubaldo le dice que en ese caso su padre será ejecutado, y Elena se ve así forzada a aceptar el acuerdo.
Apartamentos de Boemondo
Guido, quien había huido para escapar de su compromiso con Imberga, es conducido secretamente al interior del castillo de Ubaldo, lo que le hace temer haber caído en una trampa (aria: Entro il mio sangue immergere). Entra Boemondo, quien le recrimina su acción y le dice que ha sido en vano, ya que su amada Elena lo ha traicionado y va a casarse con otro. Guido sale desesperado.
Sala de fiestas
Se celebra la conquista gibelina de Belluno. Boemondo quiere mostrarse clemente al hacer aparecer a la hija de su enemigo, Elena, y prometer que, para protegerla, la va a casar con Ubaldo. Ella acepta, pensando que así salva a su padre, pero Guido enloquece al oírla y acepta casarse con Imberga, formándose un gran conflicto entre todos.
Acto III
Galería de retratos en el palacio de Sigifredo
Elena le suplica ayuda a su madre. Llega Guido, quien antes de casarse ha querido entrevistarse con ella, para saber si le ama o no, ya que de ello depende su futuro y su felicidad. Ella se ve obligada a mentirle diciendo que ama a Ubaldo, por lo que Guido parte desesperado a casarse con Imberga.
Gabinete en los apartamentos de Ubaldo
Ubaldo ha sido traicionado por Boemondo, ya que, pese al acuerdo de que su boda con Elena salvaría a Sigifredo, acaba de hacerlo ejecutar en sus calabozos, sin que él haya sido capaz de impedirlo, y ahora está preocupado por la reacción de Elena al enterarse (aria: Al chiaror di lugubri tenebre). Llama entonces a sus hombres para que, en venganza, se alcen en armas contra Boemondo.
Habitaciones de Elena
Elena está desesperada esperando que Ubaldo llegue con su padre, y envía a Gualtiero a la prisión para buscarlos. Mientras, escucha los cantos de la boda de Guido e Imberga, y aunque en principio se plantea maldecirlo, finalmente suplica al cielo que le hagan feliz, ya que no es culpa suya, sino que ha sido traicionado. Llega Ubaldo sin Sigifredo, para desesperación de Elena. Aparece entonces Gualtiero contando lo ocurrido y llevando la ensangrentada capa del ejecutado Sigifredo; Elena, delirante, lo besa y promete acompañarlo de inmediato al cielo, antes de caer sin vida (aria final: No, non è spento il padre).

## Estructura
- Sinfonia

Acto I
- N. 1 - Coro de introducción y Dueto Ti scuoti, Ubaldo, e svelane - Deh qual maligno genio (Ubaldo, Guido, Coro)
- N. 2 - Cavatina Voti che amor formò (Elena)
- N. 3 - Finale I Un nume, un nume vindice (Sigifredo, Ubaldo, Elena, Coro, Gualtiero)

Acto II
- N. 4 - Dueto Il mio sangue i giorni miei (Ubaldo, Elena)
- N. 5 - Aria Entro il mio sangue immergere (Guido, Boemondo)
- N. 6 - Finale II Già Belluno al vento spiega - Parlami al core, voce paterna (Coro, Boemondo, Imberga, Guido, Elena, Ubaldo)

Acto III
- N. 7 - Dueto Se più non m'ami (Guido, Elena)
- N. 8 - Aria Al chiaror di lugubri tenebre (Ubaldo, Coro)
- N. 9 - Coro y Aria Final O tu che in modi innumeri - Per quest'orrendo strazio - No, non è spento il padre (Coro, Elena, Ubaldo, Gualtiero)

## Discografía
| Año  | Reparto (Elena, Imberga, Ubaldo, Boemondo, Guido)                          | Director de Orquesta | Sello discográfico |
| ---- | -------------------------------------------------------------------------- | -------------------- | ------------------ |
| 1997 | Monica Colonna, Elena Rossi, Cesare Catani, Luigi Petroni, Nicola Ulivieri | Maurizio Benini      | Marco Polo         |